# Liechtensteiner Cup 1945/46
Der Liechtensteiner Cup 1945/46 (offiziell: Aktiv-Cup) war die erste Austragung des Fussballpokalwettbewerbs der Herren in Liechtenstein. Es ist nur das Ergebnis des Finales bekannt.

## Finale
Das Finale fand am 15. September 1946 in Vaduz statt.
| Datum      |            | Ergebnis |          |
| ---------- | ---------- | -------- | -------- |
| 15.09.1946 | FC Triesen | 3:1      | FC Vaduz |